# Iván Molinas
Iván Alejandro Molinas (Posadas, Provincia de Misiones, Argentina, 5 de abril de 1997) es un futbolista argentino. Juega como mediocampista ofensivo o enganche y su actual equipo es Nueva Chicago, de la Primera Nacional.

## Estadísticas

### Clubes
Actualizado de acuerdo al último partido jugado el 12 de julio de 2025.
| Club                          | Div.          | Temporada     | Liga  | Liga  | Liga   | Copas nacionales | Copas nacionales | Copas nacionales | Torneos internacionales | Torneos internacionales | Torneos internacionales | Total | Total | Total  |
| Club                          | Div.          | Temporada     | Part. | Goles | Asist. | Part.            | Goles            | Asist.           | Part.                   | Goles                   | Asist.                  | Part. | Goles | Asist. |
| ----------------------------- | ------------- | ------------- | ----- | ----- | ------ | ---------------- | ---------------- | ---------------- | ----------------------- | ----------------------- | ----------------------- | ----- | ----- | ------ |
| Crucero del Norte Argentina   | 1.ª           | 2015          | 1     | 0     | 0      | —                | —                | —                | —                       | —                       | —                       | 1     | 0     | 0      |
| Crucero del Norte Argentina   | 2.ª           | 2016          | 10    | 4     | 0      | 1                | 0                | 0                | —                       | —                       | —                       | 11    | 4     | 0      |
| Crucero del Norte Argentina   | 2.ª           | 2016-17       | 25    | 2     | 0      | —                | —                | —                | —                       | —                       | —                       | 25    | 2     | 0      |
| Crucero del Norte Argentina   | 3.ª           | 2017-18       | 9     | 1     | 1      | —                | —                | —                | —                       | —                       | —                       | 9     | 1     | 1      |
| Crucero del Norte Argentina   | 3.ª           | 2018-19       | 23    | 4     | 1      | 4                | 1                | 0                | —                       | —                       | —                       | 23    | 4     | 1      |
| Crucero del Norte Argentina   | 3.ª           | 2019-20       | 4     | 1     | 0      | 2                | 0                | 0                | —                       | —                       | —                       | 4     | 1     | 0      |
| Crucero del Norte Argentina   | Total club    | Total club    | 72    | 12    | 2      | 7                | 1                | 0                | 0                       | 0                       | 0                       | 79    | 13    | 2      |
| C. A. Alvarado Argentina      | 2.ª           | 2020          | 6     | 0     | 0      | 1                | 0                | 0                | —                       | —                       | —                       | 7     | 0     | 0      |
| C. A. Alvarado Argentina      | 2.ª           | 2021          | 10    | 0     | 0      | —                | —                | —                | —                       | —                       | —                       | 10    | 0     | 0      |
| C. A. Alvarado Argentina      | 2.ª           | 2022          | 16    | 4     | 1      | —                | —                | —                | —                       | —                       | —                       | 16    | 4     | 1      |
| C. A. Alvarado Argentina      | Total club    | Total club    | 32    | 4     | 1      | 1                | 0                | 0                | 0                       | 0                       | 0                       | 33    | 4     | 1      |
| San Martín (T) Argentina      | 2.ª           | 2023          | 17    | 0     | 2      | 1                | 0                | 0                | —                       | —                       | —                       | 18    | 0     | 2      |
| San Martín (T) Argentina      | 2.ª           | 2024          | 27    | 3     | 2      | —                | —                | —                | —                       | —                       | —                       | 27    | 3     | 2      |
| San Martín (T) Argentina      | Total club    | Total club    | 44    | 3     | 4      | 1                | 0                | 0                | 0                       | 0                       | 0                       | 45    | 3     | 4      |
| C. A. Nueva Chicago Argentina | 2.ª           | 2025          | 22    | 2     | 4      | 1                | 0                | 0                | —                       | —                       | —                       | 23    | 2     | 4      |
| C. A. Nueva Chicago Argentina | Total club    | Total club    | 22    | 2     | 4      | 1                | 0                | 0                | 0                       | 0                       | 0                       | 23    | 2     | 4      |
| Total carrera                 | Total carrera | Total carrera | 170   | 21    | 11     | 10               | 1                | 0                | 0                       | 0                       | 0                       | 180   | 22    | 11     |
| 1. 2.                         |               |               |       |       |        |                  |                  |                  |                         |                         |                         |       |       |        |